# 미라가이아

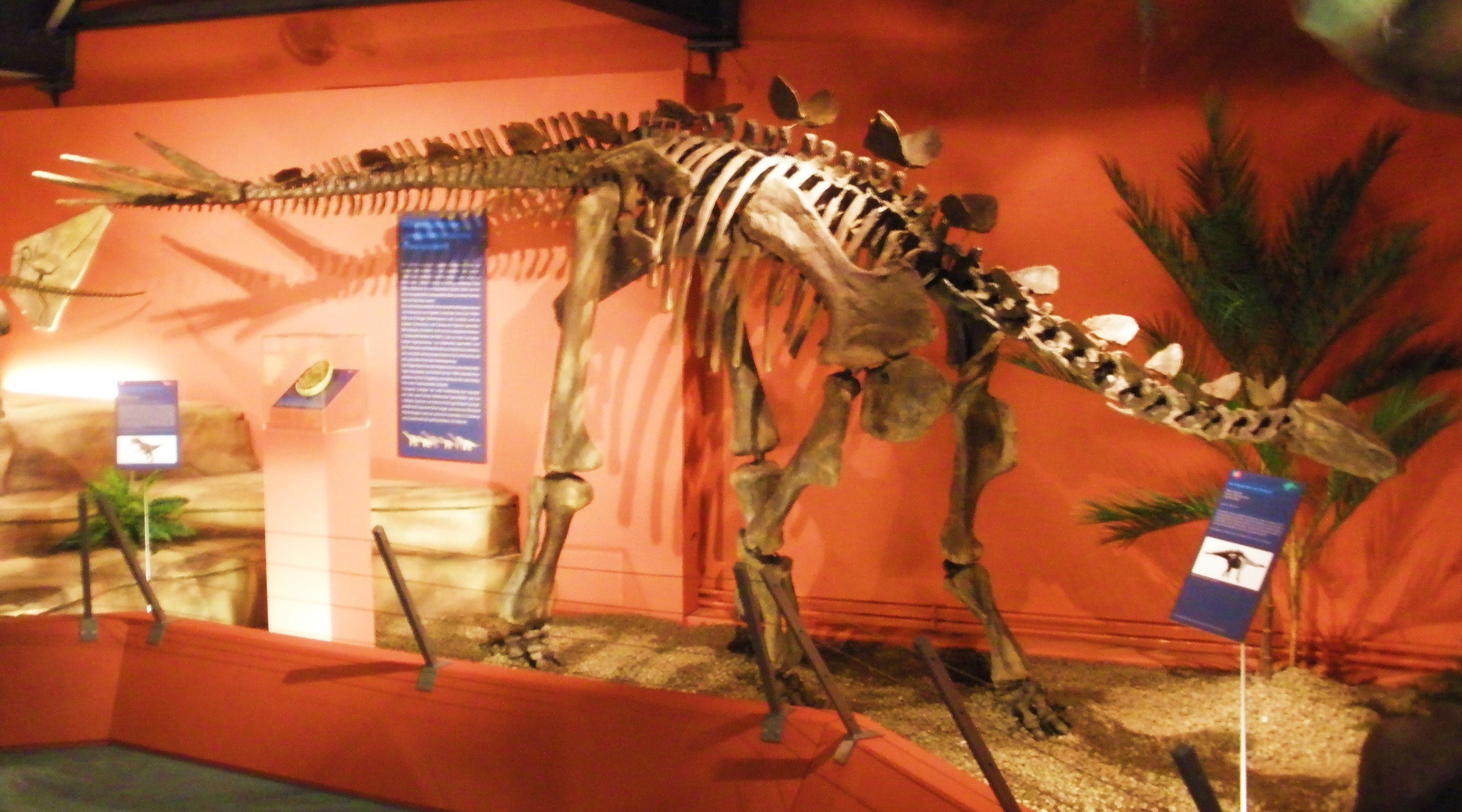

미라가이아(Miragaia longicollum)는 긴 목의 공룡이다. 무려 17개나 되는 목 척추 뼈를 가지고 있으며 긴 목으로 인해 오히려 포식자들로부터의 공격에 불리하게 작용했을 것으로 추정된다.